# Sparta (mytologie)
Sparta (latinsky Sparta) je v řecké mytologii dcera říčního boha Euróta, který byl bohem stejnojmenné řeky, protékající městem Spartou a vlévá se do Lakónské zátoky.
Dívka Sparta se provdala za Lakedaimóna, který se stal vládcem na Eurótově území, založil tam království, které nazval svým jménem Lakedaimón. Nově založil také hlavní město, to pojmenoval po své manželce Sparta.
Z manželství Lakedaimóna a Sparty se narodili synové Amyklás a Hímeros a dcery Eurydika (není totožná s Orfeovou manželkou), Asiné a Kléodiké. Následníkem trůnu se stal Amyklás, který později poblíž Sparty založil město Amykly.